# La Vansa i Fórnols
La Vansa i Fórnols är en kommun i Spanien.   Den ligger i provinsen Província de Lleida och regionen Katalonien, i den nordöstra delen av landet, 500 km öster om huvudstaden Madrid. Antalet invånare är 206. Arean är 106 kvadratkilometer. La Vansa i Fórnols gränsar till Alàs i Cerc, Cava, Josa i Tuixén, La Coma i la Pedra, Fígols i Alinyà och Ribera d'Urgellet. 
Terrängen i La Vansa i Fórnols är kuperad åt nordväst, men åt sydost är den bergig.